# Kościół św. Mikołaja w Wismarze

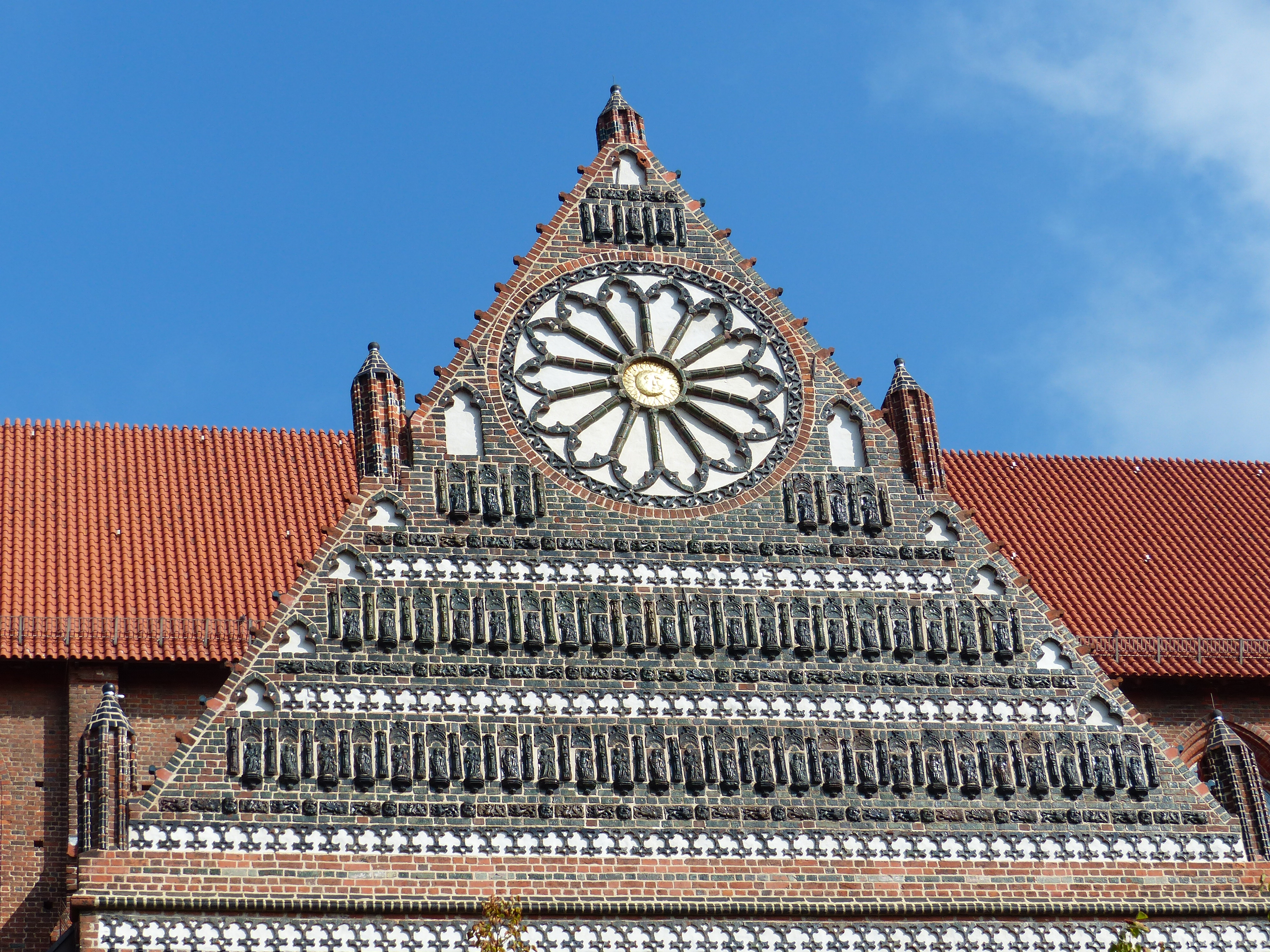
Szczyt południowego transeptu z rozetą i płaskorzeźbami z terakoty

Kościół św. Mikołaja w Wismarze (niem. Nikolaikirche (Wismar)) – jest jednym z trzech głównych kościołów (niem. Hauptkirche) w Wismarze obok kościoła Mariackiego i kościoła św. Jerzego. Należy do największych osiągnięć architektury późnogotyckiej w Europie północnej. Został wzniesiony w latach 1381–1487 jako kościół żeglarzy i rybaków. Kościół św. Mikołaja jest częścią Starego Miasta w Wismarze, które w 2002 zostało wpisane na listę światowego dziedzictwa UNESCO. Obecnie jest własnością miasta Wismar i służy miejscowej wspólnocie luterańskiej jako jej kościół parafialny.

## Architektura
Kościół św. Mikołaja został wzniesiony w stylu północnoniemieckiego gotyku ceglanego jako trzynawowa bazylika z kaplicami bocznymi, prezbiterium i wieńcem kaplic w obejściu. Zarówno w nawie północnej jak i południowej zamarkowany jest transept; nie jest on jednak klasycznym transeptem, ponieważ nie łączy się on bezpośrednio z nawą główną i nie osiąga jej wysokości. Kościół św. Mikołaja został w swym zasadniczym zrębie zbudowany w oparciu o wzór kościoła Mariackiego, a ten z kolei był wznoszony na wzór kościoła Mariackiego w Lubece.
Wieża kościelna miała pierwotnie wysokość 120 m. 8 grudnia 1703 szpiczasty hełm wieży został zniszczony w wyniku burzy. Spadające części hełmu przebiły dach nawy głównej i wyrządziły duże szkody wewnątrz kościoła, który został odbudowany dopiero w 1867.
Masywna sylwetka kościoła św. Mikołaja tworzy jeszcze i dzisiaj razem z pozostałymi dużymi kościołami: Mariackim i św. Jerzego charakterystyczny akcent w sylwetce architektonicznej miasta.

### Wymiary
- Wysokość wieży: 64 m (do 1703: 120 m)
- Łączna długość: 85 m
- Maksymalna szerokość: 58 m
- Nawa główna: wysokość 37 m, szerokość 10,5 m
- Nawy boczne: wysokość 18,5 m, szerokość 5,5 m
- Grubość ścian wieży: 4,5 m
- Grubość ścian kaplic: 1,20 m
- Obwód filarów nawy głównej: 8 m
- Ilość cegieł zużytych do budowy: ok. 3 mln